# 松井咲子の気になる子さん
松井咲子の気になる子さん（まついさきこのきになるこさん）は、FM NACK5で放送されていたラジオ番組。

## 概要
埼玉県蕨市出身の松井咲子にとって、『見たい! 行きたい! 話したい!!』以来となるFM NACK5での冠番組。松井が気になっていることを深く掘り下げていくほか、毎月のテーマに沿って、リスナーからメールを募集し紹介する。

## 番組史
- 2018年
  - 4月4日 - 毎週水曜日21:10 - 21:20に、『Nutty Radio Show THE魂』の内包番組として放送開始。
  - 7月18日 - Jリーグ・浦和レッドダイヤモンズ対名古屋グランパスエイト戦を、埼玉スタジアム2002から生放送のため放送休止。
- 2019年
  - 5月15日・5月22日 - 初のスタジオゲストとして、大胡田なつき（パスピエ）、成田ハネダ（パスピエ）が出演。
- 2020年
  - 3月4日 - 放送100回を迎える。
  - 3月25日 - 第103回放送分をもって、『Nutty Radio Show THE魂』内での放送終了。
  - 4月1日（4月2日未明）  - 第104回放送分より放送時間を毎週水曜日深夜24:00 - 24:30（木曜日0:00 - 0:30）に変更し、30分間に拡大。
  - 4月8日・4月15日（4月9日・4月16日未明） - スタジオゲストとして、熊谷和海（BURNOUT SYNDROMES）が出演。
- 2021年
  - 12月22日（12月23日未明） - スタジオゲストとして、大胡田なつき（パスピエ）、成田ハネダ（パスピエ）が出演。松井は知らされておらず、サプライズ出演となった。
  - 12月29日（12月30日未明） - 第195回放送分をもって、放送終了。

## 放送時間
- 毎週水曜日 24:00 - 24:30（2020年4月1日（4月2日未明） - 終了）

### 過去の放送時間
- 毎週水曜日 21:10 - 21:20（『Nutty Radio Show THE魂』内）（2018年4月4日 - 2020年3月25日）

## パーソナリティー
- 松井咲子

## 番組内容

### コーナー
松井咲子の音楽相談室
2020年6月3日開始。リスナーの悩みに対し、松井が「処方箋」となる音楽を紹介し、悩みを解消する。